# 楠维尔莱罗什
楠维尔莱罗什（法語：Nainville-les-Roches，法語發音：[nɛ̃vil le ʁɔʃ] ⓘ）是法国法兰西岛大区埃松省的一个市镇，属于埃夫里区。

## 地理
楠维尔莱罗什（48°30'21"N, 2°29'40"E）面积5.93 平方千米，位于法国法蘭西島大區埃松省，该省份为法国北部内陆省份，北起上塞纳省和马恩河谷省，西接厄尔-卢瓦省和伊夫林省，南至卢瓦雷省，东临塞纳-马恩省。
与楠维尔莱罗什接壤的市镇（或旧市镇、城区）包括：欧韦尔诺、埃科勒河畔苏瓦西、圣法尔若蓬蒂耶里、埃科勒河畔圣索沃尔、尚克伊。

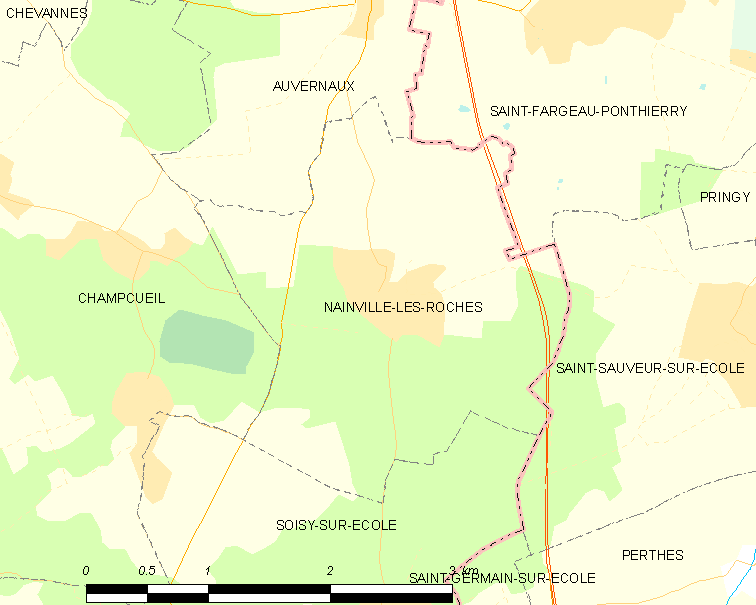
楠维尔莱罗什的OSM定位图

楠维尔莱罗什的时区为UTC+01:00、UTC+02:00（夏令时）。

## 行政
楠维尔莱罗什的邮政编码为91750，INSEE市镇编码为91441。

## 政治
楠维尔莱罗什所属的省级选区为梅讷西县。

## 人口

1962-2008年间楠维尔莱罗什人口变化图示

楠维尔莱罗什于2022年1月1日时的人口数量为521人。